# Rhabdoviridae
Rhabdoviridae (rhabdovirus) är en familj virus i ordningen Mononegavirales. Virusen kan infektera många olika djur- och växtarter. Ett släkte i familjen är Lyssavirus rabiesviruset ingår.